# Max Malins
Maxim Hugo Malins (Cambridge, 7 gennaio 1997) è un rugbista internazionale per l'Inghilterra, mediano d'apertura del Saracens.

## Biografia
Nativo di Cambridge, crebbe e si formò rugbisticamente nei dintorni di Londra tra Saffron Walden e Bishop's Stortford e, intorno ai 16 anni, a Felsted, dove fu notato dagli osservatori del Saracens, club che lo ammise nella propria accademia mentre, nel contempo lo tenne tesserato per l'Old Albanians di St Albans.
Debuttò in prima squadra del Saracens nel 1997 in Coppa Anglo-Gallese contro gli Scarlets e si aggiudicò due titoli di campione inglese con il club, ma a metà della stagione 2019-20, dopo che il Saracens subì una sanzione di 70 punti per violazione delle regole di Premiership sul tetto salariale, che lo condannò in anticipo alla retrocessione in Championship, Malins fu dato in prestito al Bristol per il resto del campionato e per quello successivo; con il suo nuovo club si aggiudicò la Challenge Cup 2019-20 marcando anche una meta in finale contro Tolone.
Poche settimane dopo il successo in Coppa giunse pure il debutto internazionale con l'Inghilterra a Twickenham in Autumn Nations Cup contro la Georgia; tornato al Saracens, nonostante il primato stagionale di mete, fu finalista sconfitto in campionato contro Leicester, ma l'anno seguente fu tra i marcatori della vittoriosa finale contro il Sale Sharks.
A seguire, è stato incluso nella rosa dei convocati inglesi alla Coppa del Mondo 2023 in Francia.

## Palmarès
- Premiership: 3
Saracens: 2017-18, 2018-19, 2022-23
- Champions Cup: 1
Saracens: 2018-19
- Challenge Cup: 1
Bristol: 2019-20